# Poliester
Poliester je polimerni materijal koji u makromolekularnim temeljnim odrescima (segmentima) sadrži esterske skupine (–CO–O–). Iako postoje mnoge vrste poliestera, pojam se obično koristi za vrstu sintetičke tkanine te za specifičan materijal polietilentereftalat (PET). Poliesteri mogu biti i razne kemikalije. Prirodni poliester i nekoliko sintetičkih poliestera su biorazgradivi, ali većina sintetskih poliestera nije biorazgradiva.
Poliester kao tkanina koristi se za proizvodnju raznih vrsta odjeće kao što su: košulje, hlače, jakne, kape te za izradu plahti, deka, tapeciranog namještaja, podloga za kompjuterske miševe i drugog. Koristi se i za izradu sigurnosnih pojaseva u automobilima, užadi, pokretnih traka, za pojačanje izdržljivosti gume i plastike, za prigušenje (amortizaciju) i kao izolacijski materijal. Dok se sintetička odjeća često smatra manje prirodnom u usporedbi s tkaninama od prirodnih vlakana kao što su pamuk i vuna, poliesterske tkanine mogu pružiti određene prednosti u odnosu na prirodne tkanine, kao što su poboljšana otpornost, trajnost i zadržavanje boje. Kao rezultat toga, poliesterska vlakna ponekad se koriste zajedno s prirodnim vlaknima za proizvodnju tkanine s poboljšanim svojstva i većom otpornošću na vodu, vjetar i slično. Poliesteri također služe za proizvodnju: PET boca, traka za filmove, cerada, kanua, zaslona s tekućim kristalima, holograma, filtara, izolacijskih traka i drugog. Poliesteri se naširoko koriste pri završetku proizvodnje visoko kvalitetnih proizvoda od drva, kao što su gitare, klaviri i unutrašnji interijer vozila i plovila. 

## Nezasićeni poliesteri
Nezasićeni poliesteri (UP – eng. Unsaturated Polyester) duromerne su smole koje u svojim makromolekulama sadrže nezasićene (dvostruke) veze. Proizvode se u dvama stupnjevima: u prvome, polikondenzacijom nezasićenih dikarboksilnih kiselina (ili njihovih anhidrida) s dialkoholima (glikolima), nastaju linearni poliesteri malih relativnih molekularnih masa (do 3 000), kao u primjeru reakcije maleinske 
kiseline i etilen-glikola:
n∙HOOC–CH=CH–COOH + n∙HO–CH2CH2–OH → (–CO–CH=CH–COO–CH2CH2–O–)n + 2n∙H2O
Od glikola se najčešće koristi etilen-glikol ili propilen-glikol, a kao dikiseline anhidridi maleinske i fumarne kiseline. U drugom stupnju, dodatkom vinilnoga monomera (najčešće stiren) i njegovom kemijskom reakcijom s dvostrukim vezama linearnih poliestera, nastaju umreženi, čvrsti polimeri dobrih mehaničkih svojstava, koji se često ojačavaju staklenim vlaknima. Nezasićeni poliesteri najviše služe kao konstrukcijski materijali u građevinarstvu, za izradu čamaca i drugih plovila te u industriji vozila.

## Zasićeni poliesteri
Od zasićenih su poliestera (SP – eng. Saturated Polyester) najvažniji alkidne smole, polikarbonat, poli(etilen-tereftalat) i arileni.

### Alkidne smole
Alkidne smole najvažnija su skupina sintetskih veziva za boje i lakove. Nastaju reakcijom polialkohola (glicerola, pentaeritritola) i polikarboksilne kiseline (ftalne, izoftalne) ili anhidrida, uz naknadnu modifikaciju masnim kiselinama, što im daje raznolika primjenska svojstva.

### Polikarbonat ili PC
Polikarbonat (PC) je plastomerni materijal, linearni poliester ugljične kiseline. Proizvodi se međufaznom polikondenzacijom 2,2-bis(4-hidroksi-fenil)propana (bisfenol A) i fozgena. Kemijska reakcija se odvija u dvama stupnjevima: u prvome se alkalnoj vodenoj otopini natrijeva bisfenolata dodaje organsko otapalo (diklormetan, kloroform), a potom se uvodi plinoviti fozgen uz jako miješanje i hlađenje (20 do 25 °C). 

### Poli(etilen-tereftalat) ili PET
Poli(etilen-tereftalat) ili Dacron (koje je zaštićeno ime umjetnog poliesterskoga vlakna) koji je početkom 50. godina 20. stoljeća počela proizvoditi američka tvrtka Du Pont. Nastaje polikondenzacijom etilen-glikola i tereftalatne kiseline. PET je homopolimer kojeg svrstavamo u grupu plastomera jer mu se staklište nalazi iznad sobne temperature. Posjeduje kristalastu nadmolekulnu strukturu.

### Arileni
Arileni su aromatski poliesteri koji pripadaju skupini plastomernih tekućih kristala. Ističu se velikom čvrstoćom i udarnom žilavošću, postojanošću oblika i povećanom toplinskom postojanošću. Najzastupljeniji su oni na temelju hidroksibenzojeve i hidroksinaftalenske kiseline i njihovih smjesa. Zbog visoke cijene koriste se samo u manjem opsegu, prvenstveno kao konstrukcijski materijali za dijelove uređaja i aparata, u zrakoplovnoj i elektroničkoj industriji i za izradu optičkih vlakana.